# Молло, Розмери
Розмери Молло Мамани — активистка племени аймара и медсестра из Боливии, работающая в сфере сексуального и репродуктивного здоровья. В 2013 году её работа была отмечена премией 100 женщин Би-би-си.

## Карьера
Молло — медсестра и педагог, занимающаяся вопросами сексуального и репродуктивного здоровья народа аймара. Она изучала сестринское дело в Боливийском католическом университете в Ла-Пасе. Её родители поощряли её стать медсестрой, финансируя её образование, а её мать присматривала за ребёнком Молло, когда та отсутствовала. Впоследствии Молло работала над проектом общественного здравоохранения Варми в Каламарке, целью которого было снижение материнской смертности среди женщин из числа коренного населения. За десять лет руководства Молло проект расширился и стал включать установку теплиц, чтобы женщины выращивали больше еды для своих семей.

## Награды и признание
- В 2008 году её работа была отмечена Панамериканской организацией здравоохранения[3].
- В 2013 году Молло была включена в число 100 женщин Би-би-си[5].